# Apostichopus
Genre
Apostichopus est un genre de concombres de mer de la famille des Stichopodidae.

## Description et caractéristiques
Ce sont des holothuries stichopodidées de forme allongée, dont le corps est plus ou moins couvert de grosses papilles coniques contractiles, et de petites papilles rétractiles.
On les trouve principalement dans le Pacifique nord et sur les côtes américaines et japonaises (où elles sont souvent pêchées pour la consommation).

## Liste des espèces
Selon World Register of Marine Species (25 novembre 2017) :
- Apostichopus armatus (Selenka, 1867) -- Japon
- Apostichopus californicus (Stimpson, 1857) -- Californie
- Apostichopus japonicus (Selenka, 1867) -- Japon
- Apostichopus johnsoni (Théel, 1886) -- Golfe du Mexique
- Apostichopus leukothele (Lambert, 1986) -- Pacifique nord-est
- Apostichopus multidentis (Imaoka, 1991) -- Japon
- Apostichopus nigripunctatus (Augustin, 1908) -- Japon
- Apostichopus parvimensis (Clark, 1913) -- Californie

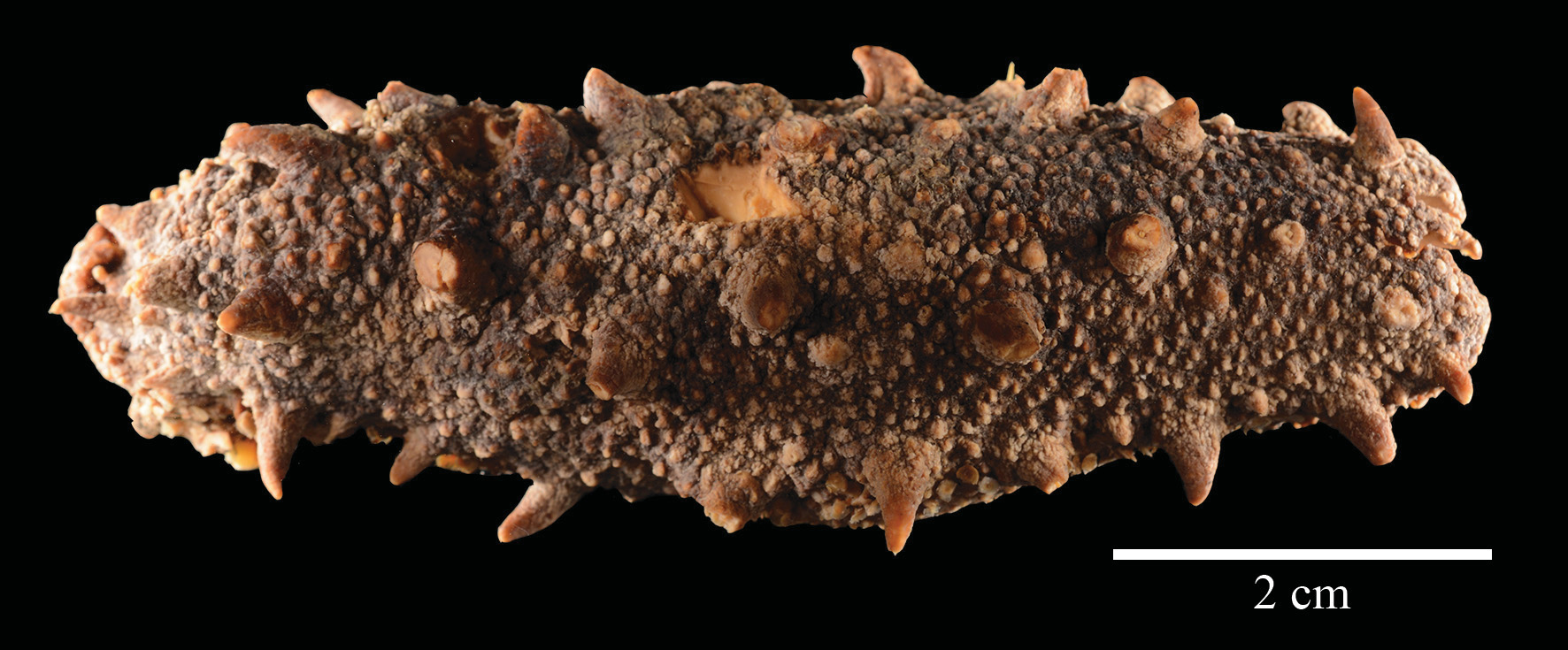
Apostichopus armatus
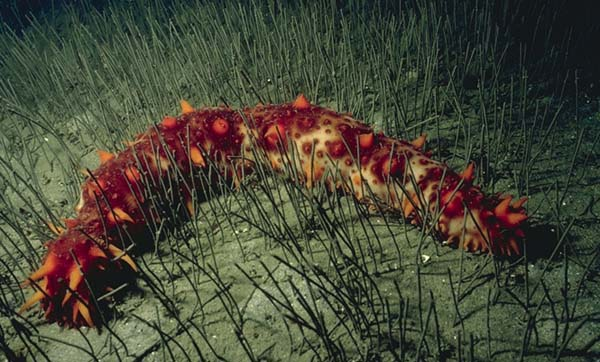
Apostichopus californicus
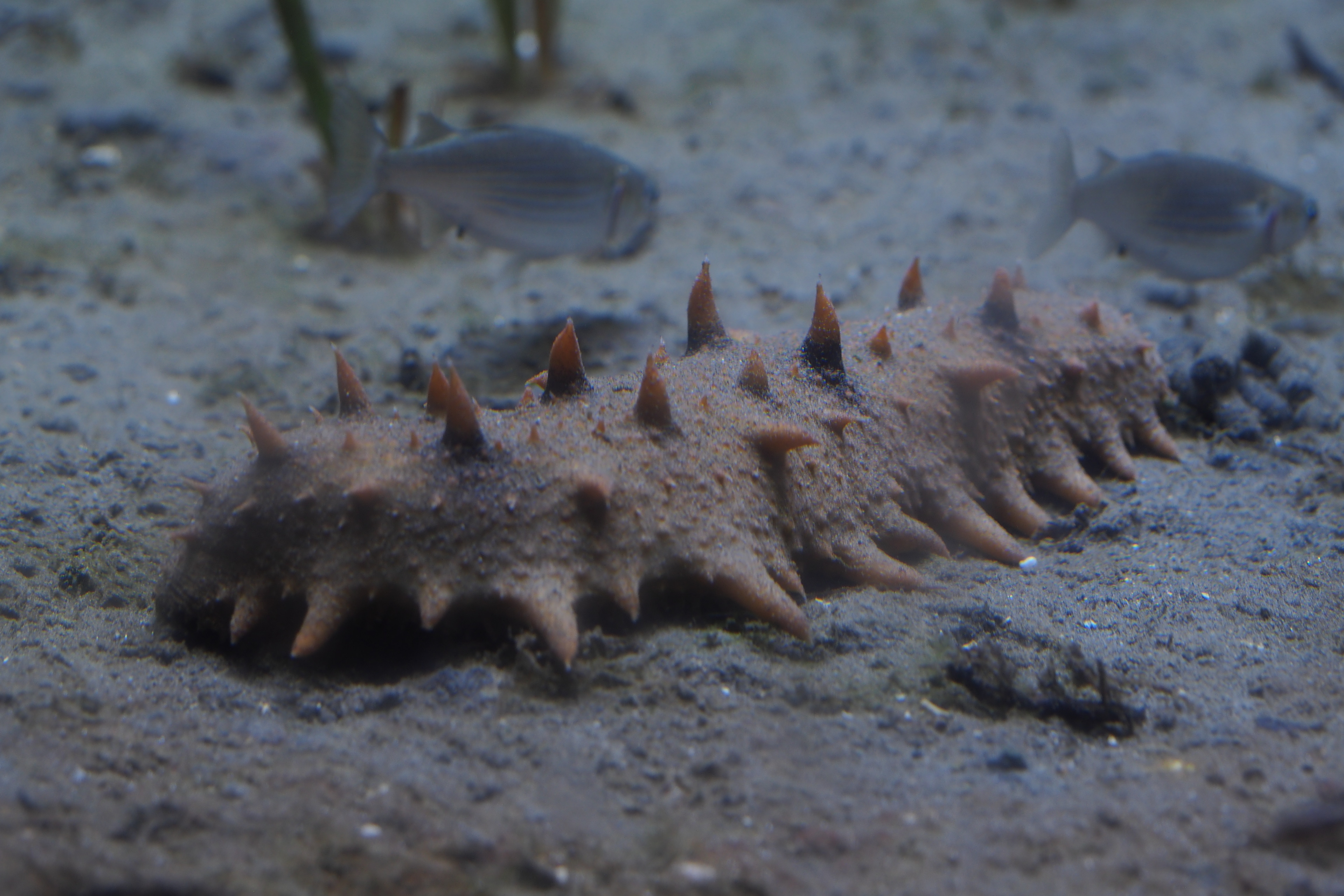
Apostichopus japonicus
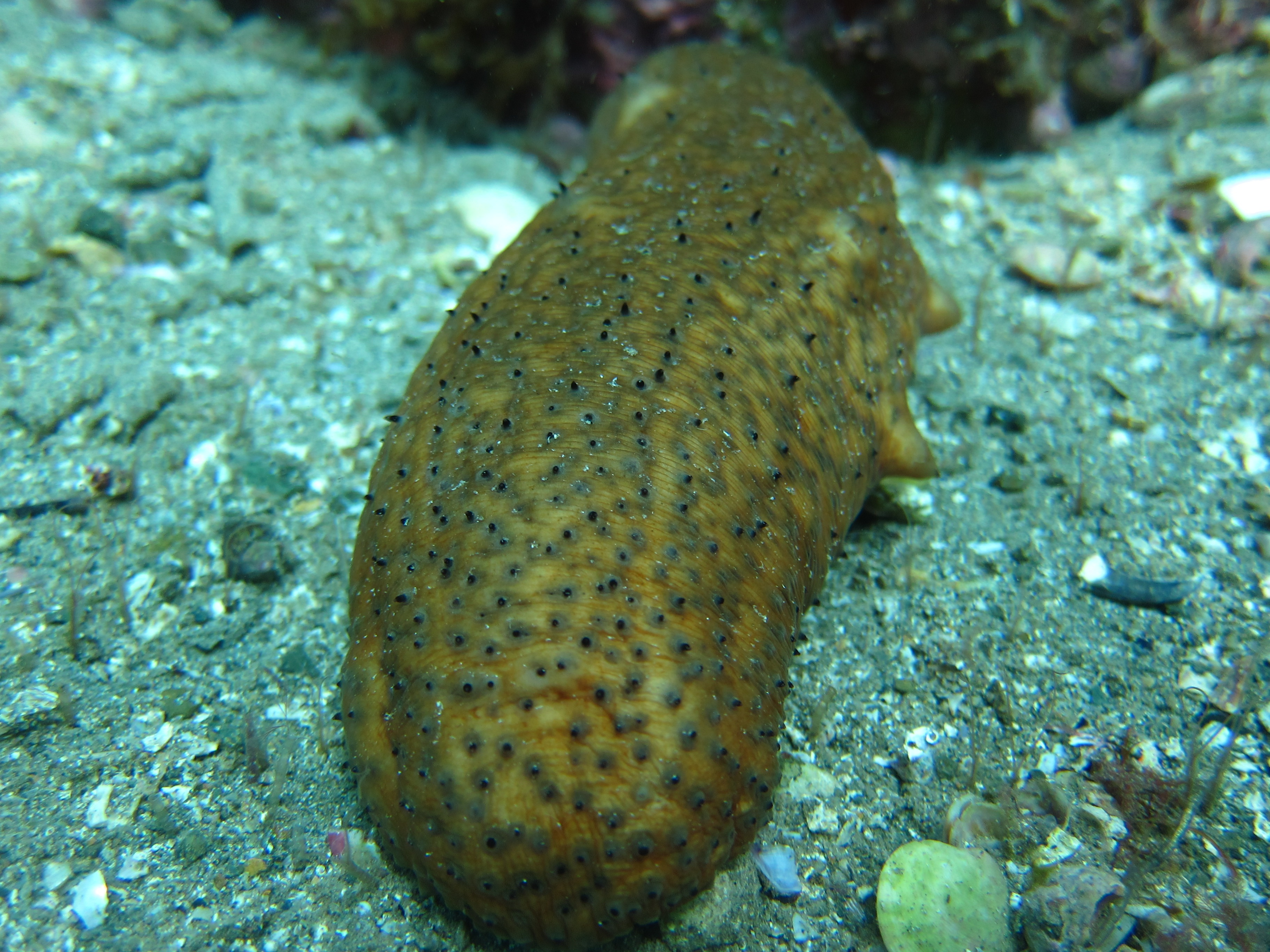
Apostichopus parvimensis